# عبداللطیف لودیی
عبداللطیف لودیی (عربی: عبد اللطيف لودييي) سیاستمدار اهل مراکش است، که هم‌اکنون به‌عنوان وزیر دفاع مراکش فعالیت می‌کند. وی پیش‌تر در فاصله سالهای ۲۰۰۳ تا ۲۰۱۰ وزیر اقتصاد مراکش بود.